# NANO Antivirus
NANO Antivirus – program antywirusowy, którego producentem jest rosyjska firma NANO Security, działająca od roku 2009. Program dostępny jest w dwóch edycjach: Free i Pro. Obsługuje Windows 7 oraz nowsze wersje systemów Microsoft Windows.